# Grand Prix automobile d'Italie
 (octobre 2016).
Si vous disposez d'ouvrages ou d'articles de référence ou si vous connaissez des sites web de qualité traitant du thème abordé ici, merci de compléter l'article en donnant les références utiles à sa vérifiabilité et en les liant à la section « Notes et références ».

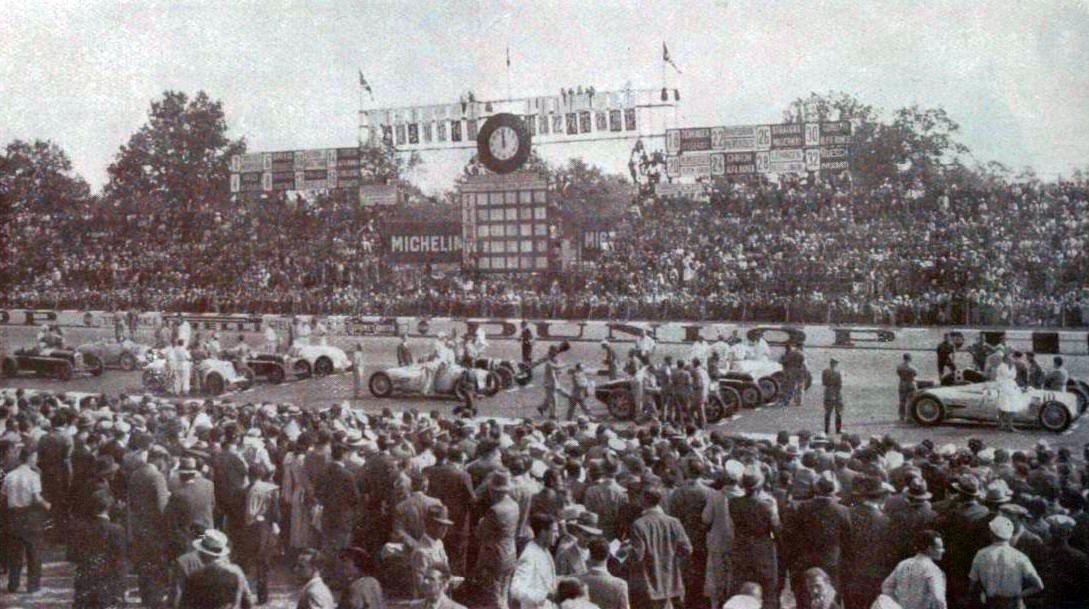
Départ du Grand Prix d'Italie 1934, à Monza.

Le Grand Prix automobile d'Italie est une course automobile dont la première édition a eu lieu le 4 septembre 1921 à Brescia. La course est inscrite depuis 1950 au calendrier du championnat du monde. Depuis, toutes les courses ont lieu sur le circuit de Monza, sauf l'édition 1980 qui s'est tenue sur le circuit d'Imola.

## Faits marquants
- Grand Prix d'Italie 1928 : Pendant cette épreuve, le premier et le plus grave accident de l'histoire de l'automobile italienne survient au 17e tour. Emilio Materassi et 23 spectateurs perdent la vie à la suite d'un accrochage avec un autre concurrent survenu alors que Materassi essayait de le dépasser dans la ligne droite des stands[1]. À la suite de cette tragédie, l'organisation du Grand Prix d'Italie est suspendue pendant les deux années suivantes, en 1929 et en 1930.
- Grand Prix d'Italie 1950 : grâce à sa victoire à Monza, Giuseppe Farina devient le premier champion du monde de Formule 1 de l'histoire.
- Grand Prix d'Italie 1956 : Juan Manuel Fangio abandonne en course. Son coéquipier Peter Collins, qui pouvait encore être sacré champion du monde, cède sa monoplace à l'Argentin qui reprend la piste et termine deuxième derrière Stirling Moss, remportant ainsi son quatrième titre.
- Grand Prix d'Italie 1961 : Pour l'avant-dernière épreuve de la saison, à Monza, beaucoup d'observateurs attendent le sacre mondial de Wolfgang von Trips. L'Allemand possède en effet quatre points d'avance sur son coéquipier l'Américain Phil Hill et semble avoir pris un ascendant moral qui se confirme aux essais qualificatifs où il signe la pole position tandis que Hill est relégué en quatrième position derrière Richie Ginther et le débutant mexicain Ricardo Rodriguez. Tout bascule au départ lorsque, mal parti, von Trips se retrouve piégé au milieu d'un petit peloton au moment d'aborder la Parabolique. Il s'accroche avec la Lotus de Jim Clark et est projeté hors de la piste. On dénombre quinze victimes, dont le pilote allemand. La course est remportée facilement par Hill qui s'adjuge le titre mondial.
- Grand Prix d'Italie 1965 : Alors qu'il dispute la huitième course de sa carrière en Formule 1, Jackie Stewart (BRM) remporte, à l'issue d'un duel fratricide avec son coéquipier Graham Hill, sa première victoire en Formule 1.
- Grand Prix d'Italie 1969 : Au terme d'une course d'aspiration, l'Écossais Jackie Stewart s'impose d'un souffle devant l'Autrichien Jochen Rindt et remporte son premier titre mondial.
- Grand Prix d'Italie 1970 : Leader du championnat depuis sa victoire au Grand Prix de France sur le Circuit de Charade, l'Autrichien Jochen Rindt aborde la course avec une 20 points d'avance sur Jack Brabham, son plus proche poursuivant. Denny Hulme pointe à 25 points et Jacky Ickx et Jackie Stewart à 26 points. Avec stupeur, on apprend la mort du pilote autrichien lors des derniers essais du Grand Prix d'Italie, victime d'une sortie de piste à l'abord de la Parabolique pour des raisons jamais totalement élucidées. La course est remportée par Clay Regazzoni dont le V12 Ferrari excelle sur les longues lignes droites italiennes.
- Grand Prix d'Italie 1971 : Sans enjeu, la course ne rentre pas moins dans l'histoire. Peter Gethin s'impose d'un centième de seconde devant Ronnie Peterson. François Cevert complète le podium à 9 centièmes de seconde, devant Mike Hailwood à 18 centièmes et Howden Ganley, cinquième à 61 centièmes de seconde ; c'est l'arrivée la plus serrée de l'histoire de la Formule 1. Peter Gethin, limogé quelques semaines plus tôt par McLaren pour manque de résultats s'impose au volant d'une BRM, équipe où il remplace Pedro Rodriguez décédé dans une épreuve d'Endurance.
- Grand Prix d'Italie 1973 : Dernière épreuve européenne de la saison, la course est remportée par le Suédois Ronnie Peterson (Team Lotus) qui s'impose d'un souffle devant son coéquipier le brésilien Emerson Fittipaldi et offre par la même occasion sa troisième couronne mondiale à Jackie Stewart.
- Grand Prix d'Italie 1975 : grâce à sa troisième place, le pilote Ferrari Niki Lauda remporte son premier titre de champion de monde devant les tifosi.
- Grand Prix d'Italie 1976 : Dernière épreuve européenne de la saison, le Grand Prix d'Italie, remporté par Ronnie Peterson, est marqué par le retour surprise à la compétition de l'Autrichien Niki Lauda (Ferrari) moins de six semaines après son terrible accident au Grand Prix d'Allemagne au Nürburgring. Après un début de course difficile, Lauda remonte et termine à la quatrième place, suscitant l'admiration générale.
- Grand Prix d'Italie 1978 : Comme en 1961, le championnat connaît son épilogue à Monza de la plus tragique des façons. Impliqué dans un carambolage général au premier départ de la course, Ronnie Peterson est grièvement blessé aux jambes. Transporté à l'hôpital de Milan, il meurt dans la nuit en raison de complications post-opératoires. Vainqueur de la course avant d'être déclassé tout comme le Canadien Gilles Villeneuve (Ferrari) pour avoir anticipé le second départ, Mario Andretti devient néanmoins champion du monde, la victoire revenant à Niki Lauda (Brabham-Alfa Romeo).
- Grand Prix d'Italie 1979 : Les Ferrari de Jody Scheckter et Gilles Villeneuve réalisent un doublé. Grâce à sa victoire, Scheckter s'adjuge le titre mondial.
- Grand Prix d'Italie 1980 : Exceptionnellement organisé sur le circuit d'Imola, le Grand Prix d'Italie est remporté par Nelson Piquet (Brabham) devant Alan Jones (Williams F1 Team), Grâce à cette victoire le Brésilien compte un point d'avance sur son rival australien au moment d'aborder la tournée nord-américaine, décisive pour l'attribution du titre mondial.
- Grand Prix d'Italie 1988 : quelques jours après la mort d'Enzo Ferrari, les pilotes Ferrari, Gerhard Berger et Michele Alboreto, lui rendent hommage en obtenant un doublé devant une foule en délire ; c'est la seule défaite de la saison de McLaren-Honda.
- Grand Prix d'Italie 1989 : quelques jours après sa signature chez Ferrari pour la saison 1990, Alain Prost s'impose et est ovationné par les tifosi sur le podium.
- Grand Prix d'Italie 1993 : victoire de Damon Hill, trente-et-un ans après son père Graham Hill.
- Grand Prix d'Italie 1996 : pour sa première saison chez Ferrari, Michael Schumacher s'impose à Monza. Cela faisait huit ans que les tifosi attendaient la victoire d'une Ferrari à domicile.
- Grand Prix d'Italie 1999 : alors qu'il domine la course, Mika Häkkinen sur McLaren Mercedes part à la faute à la suite d'une erreur d'inattention et abandonne. La victoire revient à Heinz-Harald Frentzen sur sa modeste Jordan Mugen-Honda ; l'Allemand revient à 10 points de Häkkinen au championnat et peut prétendre au titre mondial.
- Grand Prix d'Italie 2000 : Michael Schumacher remporte sa troisième victoire à Monza, la 41e de sa carrière, égalant le nombre de succès d'Ayrton Senna. L'Allemand fond en larmes lors de la conférence de presse d'après course à l'évocation de cette victoire symbolique pour lui. La course est endeuillée par la mort d'un commissaire de piste, percuté par une roue détachée de l'Arrows de Pedro de la Rosa.
- Grand Prix d'Italie 2001 : la course se déroule dans un contexte douloureux le dimanche suivant les attentats du 11 septembre. Parti en pole position, Juan Pablo Montoya devient le premier Colombien à s'imposer en Formule 1.
- Grand Prix d'Italie 2006 : après s'être imposé pour la cinquième fois à Monza, Michael Schumacher annonce qu'il prend sa retraite à la fin de la saison.
- Grand Prix d'Italie 2008 : sous une pluie intense, Sebastian Vettel devient, au volant de sa modeste Scuderia Toro Rosso, le plus jeune poleman puis le plus jeune vainqueur d'un Grand Prix de l'histoire.
- Grand Prix d'Italie 2014 : deux semaines après leur accrochage au Grand Prix de Belgique, Lewis Hamilton et Nico Rosberg s'affrontent une nouvelle fois en tête de la course mais Rosberg tire tout droit à la première chicane du circuit, permettant à Hamilton de prendre la tête et de s'imposer. Sur le podium, le pilote allemand est hué par les tifosi.
- Grand Prix d'Italie 2015 : parti en première ligne, Kimi Räikkönen manque complètement son départ et se retrouve dernier. Lewis Hamilton s'impose devant la Ferrari de Sebastian Vettel tandis que Nico Rosberg abandonne sur casse moteur à deux tours de l'arrivée. Sur le podium, Vettel est acclamé par les tifosi, deux ans après avoir été hué.
- Grand Prix d'Italie 2017 : en obtenant sa 69e pole position, Lewis Hamilton bat le record détenu par Michael Schumacher. Le lendemain, il remporte la course devant son coéquipier Valtteri Bottas et la Ferrari de Sebastian Vettel finit à plus de 30 secondes des deux Mercedes et perd la tête du championnat du monde des pilotes alors que la Scuderia Ferrari célèbre ses 70 ans lors de ce Grand Prix.
- Grand Prix d'Italie 2019 : Charles Leclerc, parti de la pole position, remporte la première victoire de Ferrari à Monza depuis 2010.
- Grand Prix d'Italie 2020 : Pierre Gasly, parti dixième, remporte sa première victoire, la première d'un Français depuis 24 ans.
- Grand Prix d'Italie 2021 : Daniel Ricciardo et son équipe McLaren renouent avec la victoire. L'Australien n'avait plus gagné en Formule 1 depuis le Grand Prix de Monaco 2018 tandis que le dernier succès de McLaren remontait au Grand Prix du Brésil 2012. La course est marquée par l'accrochage et le double abandon de Max Verstappen et Lewis Hamilton, en lutte pour le titre mondial.
- Grand Prix d'Italie 2023 : Max Verstappen remporte une dixième course consécutive et bat ainsi le record établi par Sebastian Vettel en 2013.

## Record du circuit de Monza
- Pole position : 1 min 18 s 887 par Lewis Hamilton (Mercedes) en 2020.
- Meilleur tour en course : 1 min 21 s 046 par Rubens Barrichello (Ferrari) en 2004

## Palmarès
Les évènements qui ne faisaient pas partie du championnat du monde de Formule 1 sont indiqués par un fond rose ; les évènements qui faisaient partie du championnat d'Europe des pilotes avant guerre sont indiqués par un fond jaune.

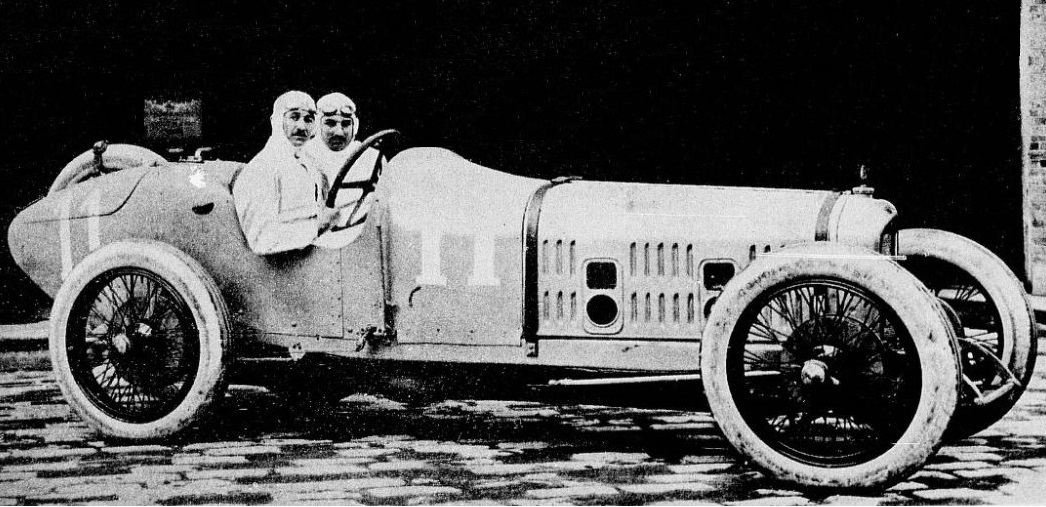
Jules Goux remporte le Grand Prix d'Italie 1921, disputé à Brescia avec une Ballot.

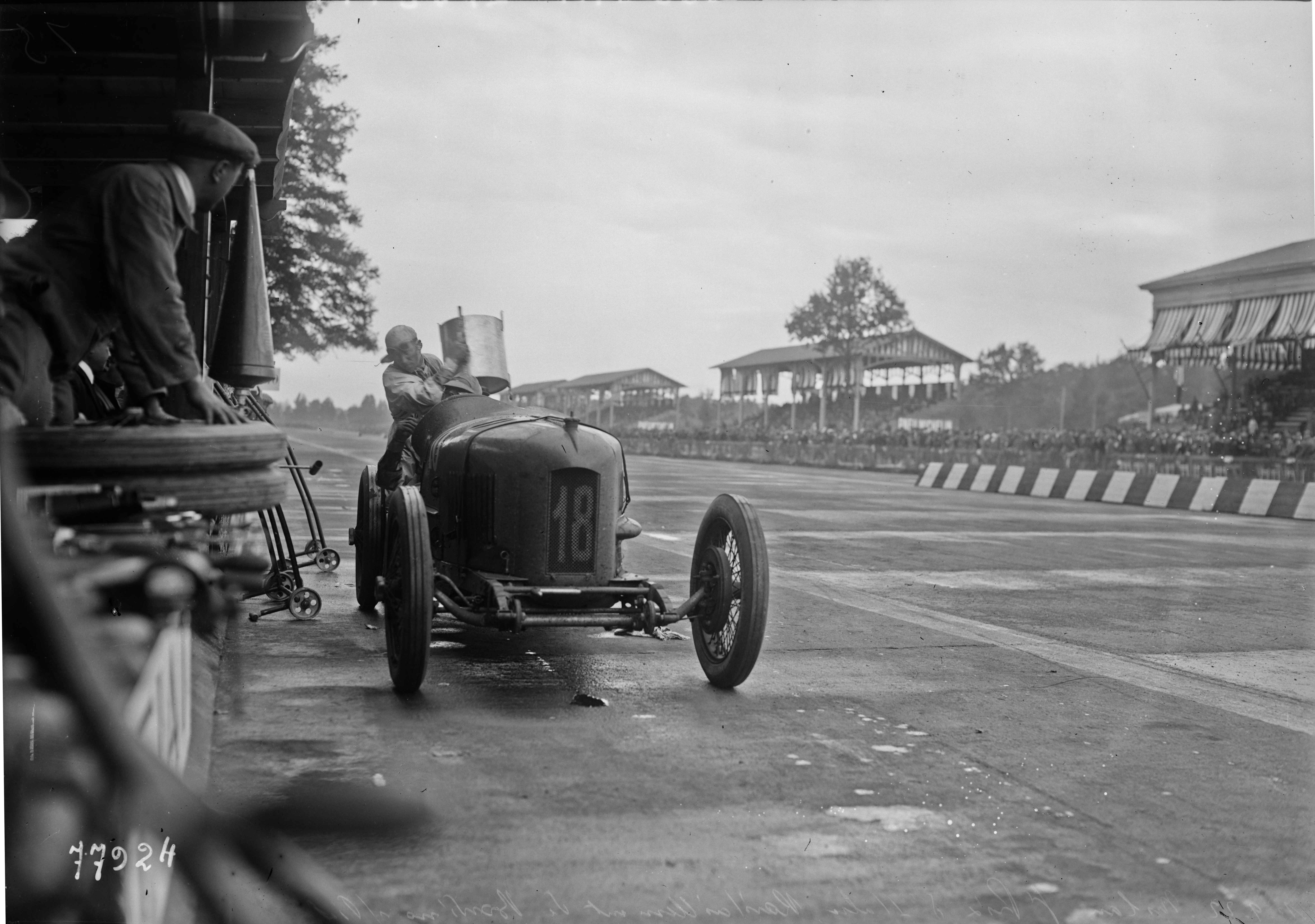
Pietro Bordino, vainqueur du Grand Prix d'Italie 1922 ravitaille en bord de piste.

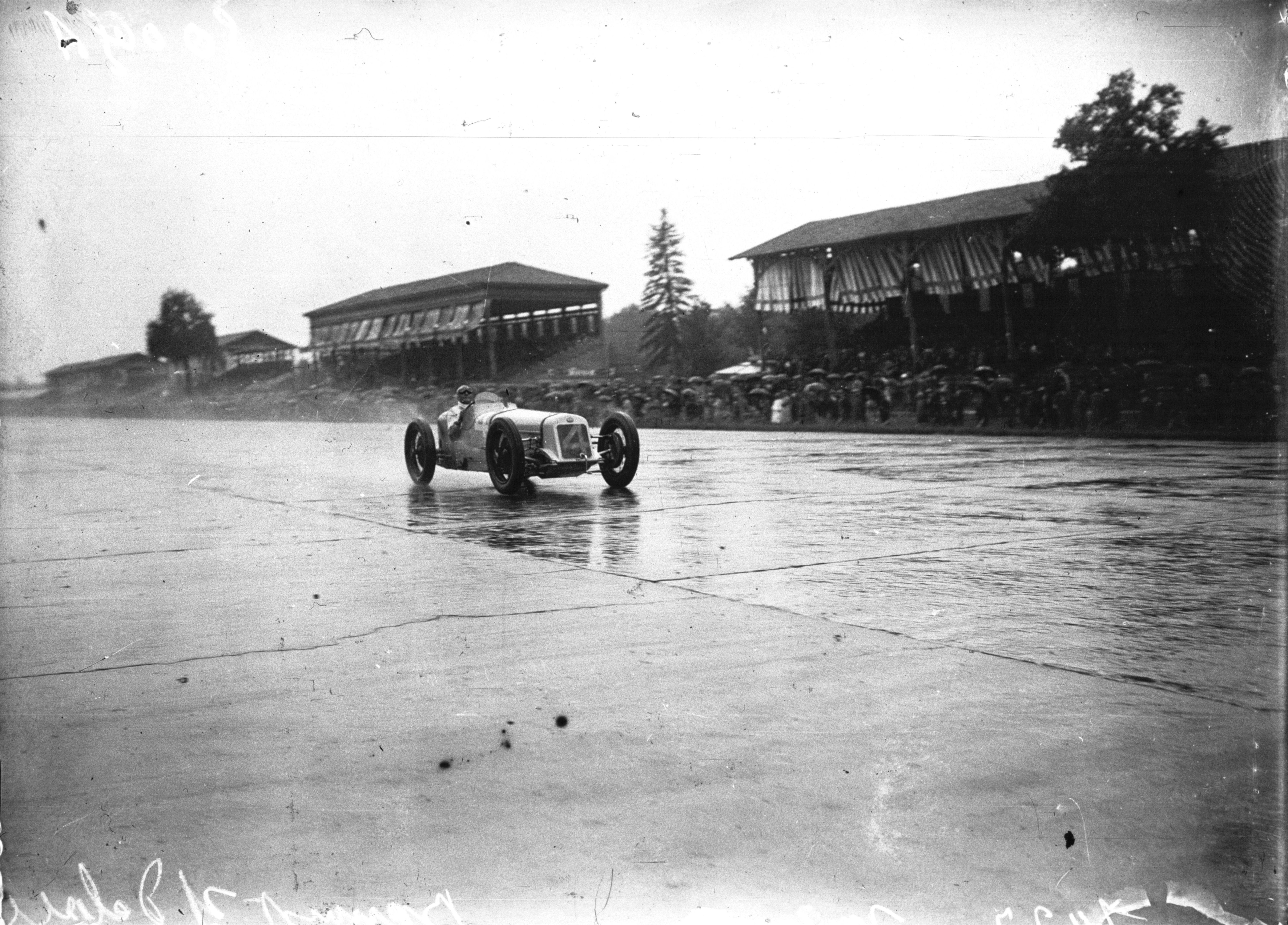
Robert Benoist remporte le Grand Prix d'Italie 1927 sur une Delage.

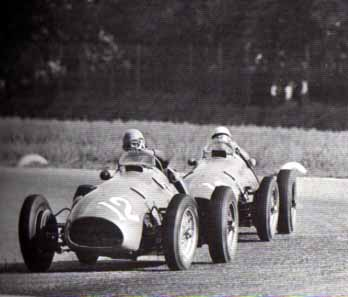
Alberto Ascari devance Luigi Villoresi pour s'imposer lors du Grand Prix d'Italie 1952.

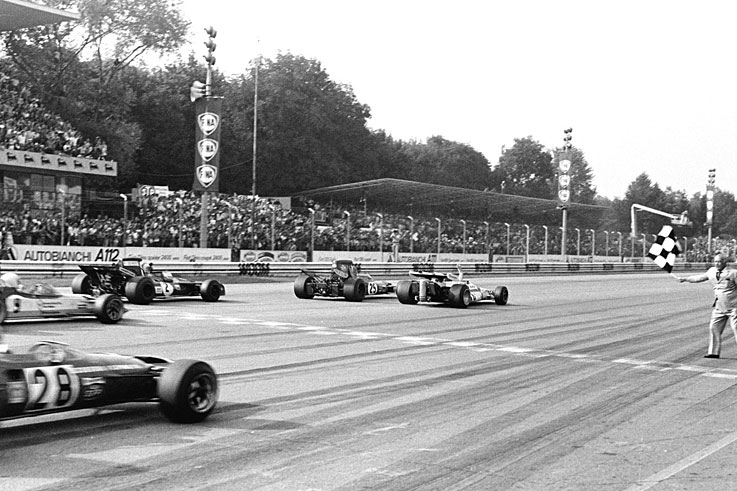
Le Grand Prix d'Italie 1971 connait l'arrivée la plus serrée de l'histoire de la Formule 1 avec cinq pilotes en moins d'une seconde. Peter Gethin remporte son unique victoire.

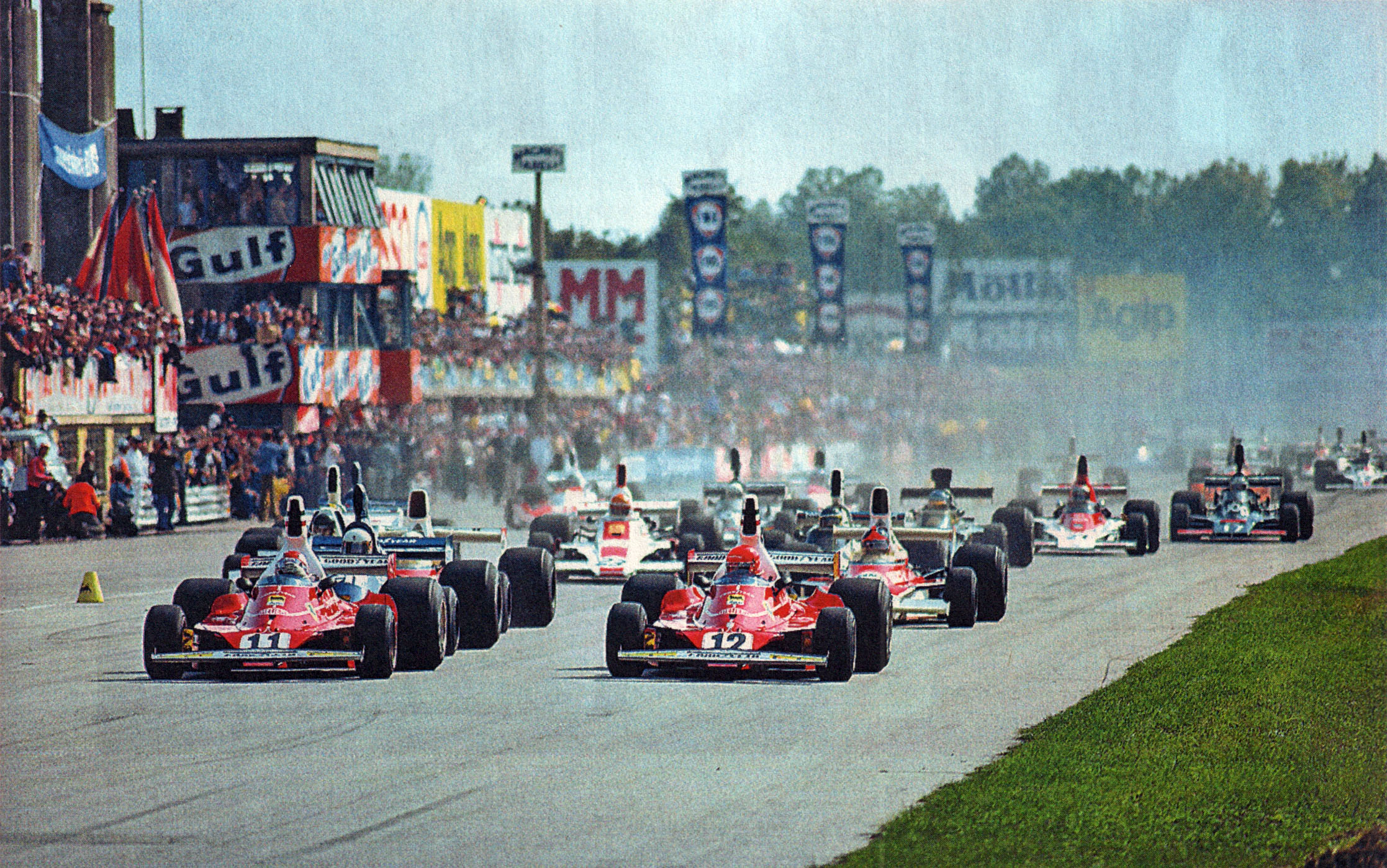
Les Ferrari de Niki Lauda et Clay Regazzoni occupent les deux premières places sur la grille de départ du Grand Prix d'Italie 1975.

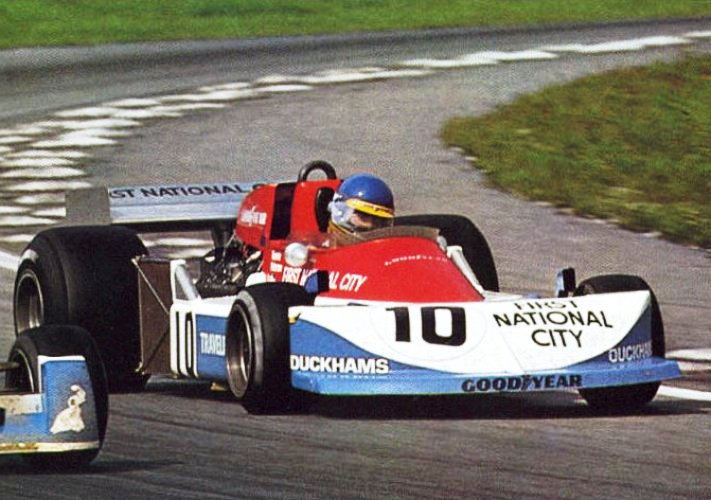
Ronnie Peterson, vainqueur du Grand Prix d'Italie 1976 opérant un dépassement.

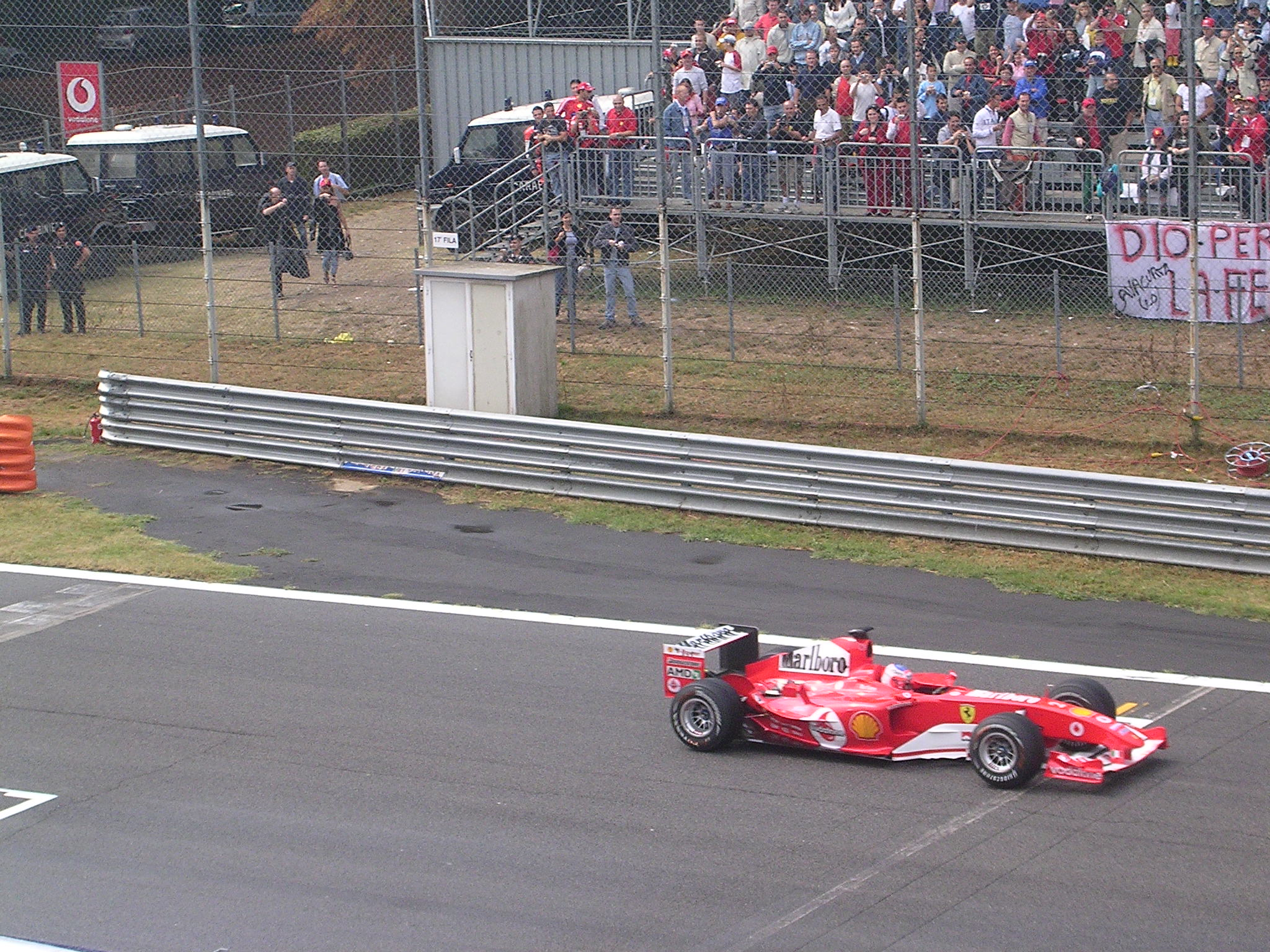
Rubens Barrichello sur Ferrari remporte le Grand Prix d'Italie 2004 devant les tifosis.

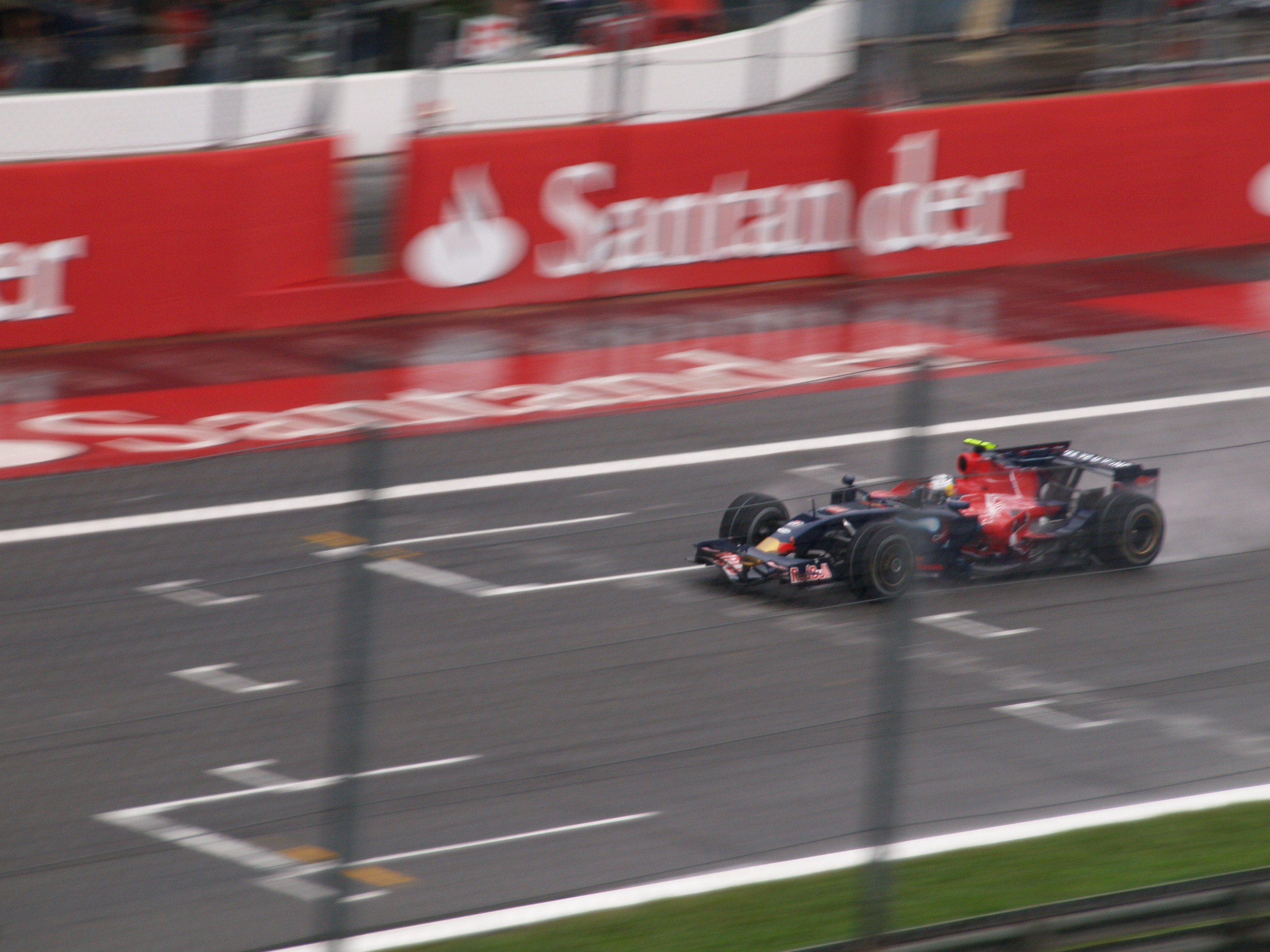
Sebastian Vettel remporte sa première victoire en Formule 1 lors d'une édition 2008 marquée par des pluies diluviennes.

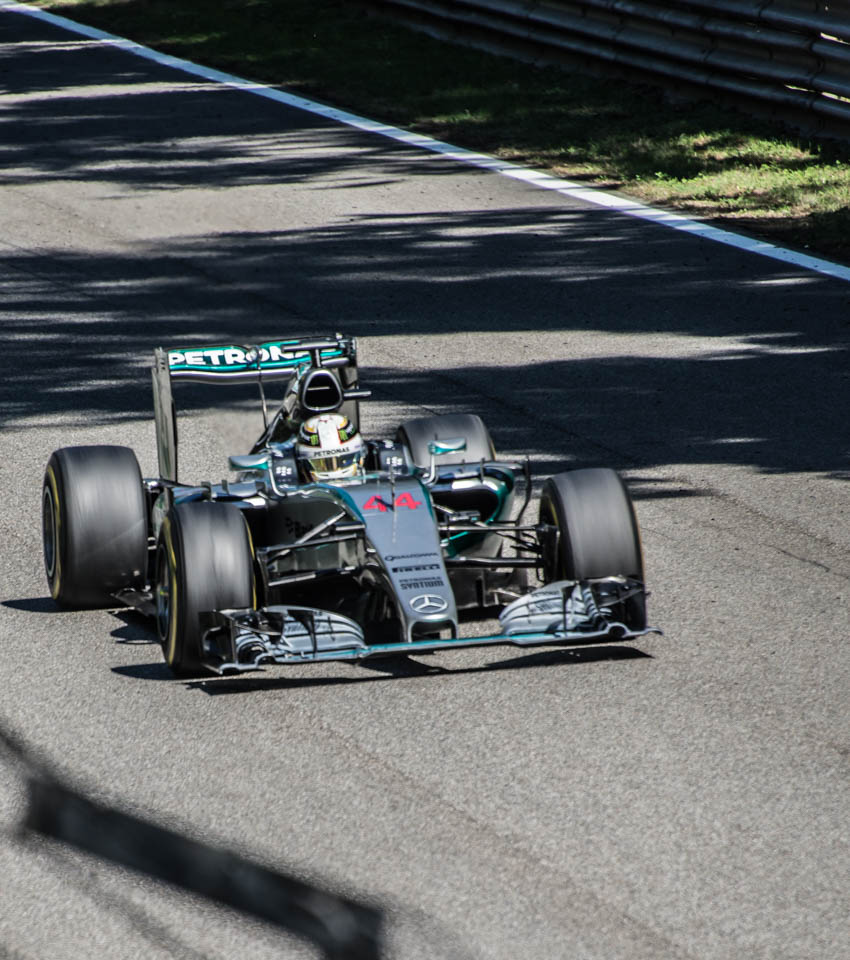
Lewis Hamilton remporte le Grand Prix d'Italie 2015.

| Année     | Vainqueur                       | Écurie              | Circuit   | Résultats |
| --------- | ------------------------------- | ------------------- | --------- | --------- |
| 1921      | Jules Goux                      | Ballot              | Brescia   | Résultats |
| 1922      | Pietro Bordino                  | Fiat                | Monza     | Résultats |
| 1923      | Carlo Salamano                  | Fiat                | Monza     | Résultats |
| 1924      | Antonio Ascari                  | Alfa Romeo          | Monza     | Résultats |
| 1925      | Gastone Brilli-Peri             | Alfa Romeo          | Monza     | Résultats |
| 1926      | Louis Charavel                  | Bugatti             | Monza     | Résultats |
| 1927      | Robert Benoist                  | Delage              | Monza     | Résultats |
| 1928      | Louis Chiron                    | Bugatti             | Monza     | Résultats |
| 1929-1930 | Non couru                       | Non couru           | Non couru | Non couru |
| 1931      | Giuseppe Campari Tazio Nuvolari | Alfa Romeo          | Monza     | Résultats |
| 1932      | Tazio Nuvolari                  | Alfa Romeo          | Monza     | Résultats |
| 1933      | Luigi Fagioli                   | Alfa Romeo          | Monza     | Résultats |
| 1934      | Luigi Fagioli Rudolf Caracciola | Mercedes-Benz       | Monza     | Résultats |
| 1935      | Hans Stuck                      | Auto Union          | Monza     | Résultats |
| 1936      | Bernd Rosemeyer                 | Auto Union          | Monza     | Résultats |
| 1937      | Rudolf Caracciola               | Mercedes-Benz       | Livourne  | Résultats |
| 1938      | Tazio Nuvolari                  | Auto Union          | Monza     | Résultats |
| 1939-1946 | Non couru                       | Non couru           | Non couru | Non couru |
| 1947      | Carlo Felice Trossi             | Alfa Romeo          | Milan     | Résultats |
| 1948      | Jean-Pierre Wimille             | Alfa Romeo          | Turin     | Résultats |
| 1949      | Alberto Ascari                  | Ferrari             | Monza     | Résultats |
| 1950      | Giuseppe Farina                 | Alfa Romeo          | Monza     | Résultats |
| 1951      | Alberto Ascari                  | Ferrari             | Monza     | Résultats |
| 1952      | Alberto Ascari                  | Ferrari             | Monza     | Résultats |
| 1953      | Juan Manuel Fangio              | Maserati            | Monza     | Résultats |
| 1954      | Juan Manuel Fangio              | Daimler-Benz        | Monza     | Résultats |
| 1955      | Juan Manuel Fangio              | Daimler-Benz        | Monza     | Résultats |
| 1956      | Stirling Moss                   | Maserati            | Monza     | Résultats |
| 1957      | Stirling Moss                   | Vanwall             | Monza     | Résultats |
| 1958      | Tony Brooks                     | Vanwall             | Monza     | Résultats |
| 1959      | Stirling Moss                   | Cooper-Climax       | Monza     | Résultats |
| 1960      | Phil Hill                       | Ferrari             | Monza     | Résultats |
| 1961      | Phil Hill                       | Ferrari             | Monza     | Résultats |
| 1962      | Graham Hill                     | BRM                 | Monza     | Résultats |
| 1963      | Jim Clark                       | Lotus-Climax        | Monza     | Résultats |
| 1964      | John Surtees                    | Ferrari             | Monza     | Résultats |
| 1965      | Jackie Stewart                  | BRM                 | Monza     | Résultats |
| 1966      | Ludovico Scarfiotti             | Ferrari             | Monza     | Résultats |
| 1967      | John Surtees                    | Honda               | Monza     | Résultats |
| 1968      | Denny Hulme                     | McLaren-Ford        | Monza     | Résultats |
| 1969      | Jackie Stewart                  | Matra-Ford          | Monza     | Résultats |
| 1970      | Clay Regazzoni                  | Ferrari             | Monza     | Résultats |
| 1971      | Peter Gethin                    | BRM                 | Monza     | Résultats |
| 1972      | Emerson Fittipaldi              | Lotus-Ford          | Monza     | Résultats |
| 1973      | Ronnie Peterson                 | Lotus-Ford          | Monza     | Résultats |
| 1974      | Ronnie Peterson                 | Lotus-Ford          | Monza     | Résultats |
| 1975      | Clay Regazzoni                  | Ferrari             | Monza     | Résultats |
| 1976      | Ronnie Peterson                 | March-Ford          | Monza     | Résultats |
| 1977      | Mario Andretti                  | Lotus-Ford          | Monza     | Résultats |
| 1978      | Niki Lauda                      | Brabham-Alfa Romeo  | Monza     | Résultats |
| 1979      | Jody Scheckter                  | Ferrari             | Monza     | Résultats |
| 1980      | Nelson Piquet                   | Brabham-Ford        | Imola     | Résultats |
| 1981      | Alain Prost                     | Renault             | Monza     | Résultats |
| 1982      | René Arnoux                     | Renault             | Monza     | Résultats |
| 1983      | Nelson Piquet                   | Brabham-BMW         | Monza     | Résultats |
| 1984      | Niki Lauda                      | McLaren-TAG         | Monza     | Résultats |
| 1985      | Alain Prost                     | McLaren-TAG         | Monza     | Résultats |
| 1986      | Nelson Piquet                   | Williams-Honda      | Monza     | Résultats |
| 1987      | Nelson Piquet                   | Williams-Honda      | Monza     | Résultats |
| 1988      | Gerhard Berger                  | Ferrari             | Monza     | Résultats |
| 1989      | Alain Prost                     | McLaren-Honda       | Monza     | Résultats |
| 1990      | Ayrton Senna                    | McLaren-Honda       | Monza     | Résultats |
| 1991      | Nigel Mansell                   | Williams-Renault    | Monza     | Résultats |
| 1992      | Ayrton Senna                    | McLaren-Honda       | Monza     | Résultats |
| 1993      | Damon Hill                      | Williams-Renault    | Monza     | Résultats |
| 1994      | Damon Hill                      | Williams-Renault    | Monza     | Résultats |
| 1995      | Johnny Herbert                  | Benetton-Renault    | Monza     | Résultats |
| 1996      | Michael Schumacher              | Ferrari             | Monza     | Résultats |
| 1997      | David Coulthard                 | McLaren-Mercedes    | Monza     | Résultats |
| 1998      | Michael Schumacher              | Ferrari             | Monza     | Résultats |
| 1999      | Heinz-Harald Frentzen           | Jordan-Mugen        | Monza     | Résultats |
| 2000      | Michael Schumacher              | Ferrari             | Monza     | Résultats |
| 2001      | Juan Pablo Montoya              | Williams-BMW        | Monza     | Résultats |
| 2002      | Rubens Barrichello              | Ferrari             | Monza     | Résultats |
| 2003      | Michael Schumacher              | Ferrari             | Monza     | Résultats |
| 2004      | Rubens Barrichello              | Ferrari             | Monza     | Résultats |
| 2005      | Juan Pablo Montoya              | McLaren-Mercedes    | Monza     | Résultats |
| 2006      | Michael Schumacher              | Ferrari             | Monza     | Résultats |
| 2007      | Fernando Alonso                 | McLaren-Mercedes    | Monza     | Résultats |
| 2008      | Sebastian Vettel                | Toro Rosso-Ferrari  | Monza     | Résultats |
| 2009      | Rubens Barrichello              | Brawn-Mercedes      | Monza     | Résultats |
| 2010      | Fernando Alonso                 | Ferrari             | Monza     | Résultats |
| 2011      | Sebastian Vettel                | Red Bull-Renault    | Monza     | Résultats |
| 2012      | Lewis Hamilton                  | McLaren-Mercedes    | Monza     | Résultats |
| 2013      | Sebastian Vettel                | Red Bull-Renault    | Monza     | Résultats |
| 2014      | Lewis Hamilton                  | Mercedes            | Monza     | Résultats |
| 2015      | Lewis Hamilton                  | Mercedes            | Monza     | Résultats |
| 2016      | Nico Rosberg                    | Mercedes            | Monza     | Résultats |
| 2017      | Lewis Hamilton                  | Mercedes            | Monza     | Résultats |
| 2018      | Lewis Hamilton                  | Mercedes            | Monza     | Résultats |
| 2019      | Charles Leclerc                 | Ferrari             | Monza     | Résultats |
| 2020      | Pierre Gasly                    | AlphaTauri-Honda    | Monza     | Résultats |
| 2021      | Daniel Ricciardo                | McLaren-Mercedes    | Monza     | Résultats |
| 2022      | Max Verstappen                  | Red Bull            | Monza     | Résultats |
| 2023      | Max Verstappen                  | Red Bull-Honda RBPT | Monza     | Résultats |
| 2024      | Charles Leclerc                 | Ferrari             | Monza     | Résultats |

### Classement des pilotes par nombre de victoires
| Nombre de victoires | Pilote             | Années                             |
| ------------------- | ------------------ | ---------------------------------- |
| 5 victoires         | Michael Schumacher | - 1996 - 1998 - 2000 - 2003 - 2006 |
| 5 victoires         | Lewis Hamilton     | - 2012 - 2014 - 2015 - 2017 - 2018 |
| 4 victoires         | Nelson Piquet      | - 1980 - 1983 - 1986 - 1987        |
| 3 victoires         | Tazio Nuvolari     | - 1931 - 1932 - 1938               |
| 3 victoires         | Alberto Ascari     | - 1949 - 1951 - 1952               |
| 3 victoires         | Juan Manuel Fangio | - 1953 - 1954 - 1955               |
| 3 victoires         | Stirling Moss      | - 1956 - 1957 - 1959               |
| 3 victoires         | Ronnie Peterson    | - 1973 - 1974 - 1976               |
| 3 victoires         | Alain Prost        | - 1981 - 1985 - 1989               |
| 3 victoires         | Rubens Barrichello | - 2002 - 2004 - 2009               |
| 3 victoires         | Sebastian Vettel   | - 2008 - 2011 - 2013               |
| 2 victoires         | Luigi Fagioli      | - 1933 - 1934                      |
| 2 victoires         | Rudolf Caracciola  | - 1934 - 1937                      |
| 2 victoires         | Phil Hill          | - 1960 - 1961                      |
| 2 victoires         | John Surtees       | - 1964 - 1967                      |
| 2 victoires         | Jackie Stewart     | - 1965 - 1969                      |
| 2 victoires         | Clay Regazzoni     | - 1970 - 1975                      |
| 2 victoires         | Niki Lauda         | - 1978 - 1984                      |
| 2 victoires         | Ayrton Senna       | - 1990 - 1992                      |
| 2 victoires         | Damon Hill         | - 1993 - 1994                      |
| 2 victoires         | Juan Pablo Montoya | - 2001 - 2005                      |
| 2 victoires         | Fernando Alonso    | - 2007 - 2010                      |
| 2 victoires         | Max Verstappen     | - 2022 - 2023                      |
| 2 victoires         | Charles Leclerc    | - 2019 - 2024                      |

| Pos. | Nation      | Victoires |
| ---- | ----------- | --------- |
| 1er  | Royaume-Uni | 21        |
| 2e   | Italie      | 15,5      |
| 3e   | Allemagne   | 13,5      |
| 4e   | Brésil      | 9         |
| 4e   | France      | 9         |
| 6e   | Argentine   | 3         |
| 6e   | Suède       | 3         |
| 6e   | États-Unis  | 3         |
| 6e   | Autriche    | 3         |
| 6e   | Monaco      | 3         |
| 11e  | Suisse      | 2         |
| 11e  | Colombie    | 2         |
| 11e  | Espagne     | 2         |
| 11e  | Pays-Bas    | 2         |

### Par constructeurs
| Nombre de victoires | Constructeurs         | Années |
| ------------------- | --------------------- | --- |
| 21                  | Ferrari               | - 1949 - 1951 - 1952 - 1960 - 1961 - 1964 - 1966 - 1970 - 1975 - 1979 - 1988 - 1996 - 1998 - 2000 - 2002 - 2003 - 2004 - 2006 - 2010 - 2019 - 2024 |
| 11                  | McLaren               | - 1968 - 1984 - 1985 - 1989 - 1990 - 1992 - 1997 - 2005 - 2007 - 2012 - 2021                                                                       |
| 9                   | Mercedes-Benz         | - 1934 - 1937 - 1954 - 1955 - 2014 - 2015 - 2016 - 2017 - 2018                                                                                     |
| 8                   | Alfa Romeo            | - 1924 - 1925 - 1931 - 1932 - 1933 - 1947 - 1948 - 1950                                                                                            |
| 6                   | Williams              | - 1986 - 1987 - 1991 - 1993 - 1994 - 2001 |
| 5                   | Lotus                 | - 1963 - 1972 - 1973 - 1974 - 1977 |
| 4                   | Red Bull              | - 2011 - 2013 - 2022 - 2023 |
| 3                   | Auto Union            | - 1935 - 1936 - 1938 |
| 3                   | BRM                   | - 1962 - 1965 - 1971 |
| 3                   | Brabham               | - 1978 - 1980 - 1983 |
| 2                   | Fiat                  | - 1922 - 1923 |
| 2                   | Bugatti               | - 1926 - 1928 |
| 2                   | Maserati              | - 1953 - 1956 |
| 2                   | Vanwall               | - 1957 - 1958 |
| 2                   | Renault               | - 1981 - 1982 |
| 2                   | Toro Rosso/AlphaTauri | - 2008 - 2020 |

| Pos. | Nation      | Victoires |
| ---- | ----------- | --------- |
| 1er  | Italie      | 35        |
| 1er  | Royaume-Uni | 34        |
| 3e   | Allemagne   | 12        |
| 4e   | France      | 7         |
| 5e   | Autriche    | 4         |
| 6e   | Irlande     | 1         |
| 6e   | Japon       | 1         |

## Voitures de Sport
Le 25 mai 1923, se dispute à l'Autodromo Nazionale di Monza le premier Grand Prix d'Italie des voitures de tourisme disputée. Il est remporté par Vincenzo Trucco sur Isotta-Fraschini après 500 kilomètres de course